# إدموند روبرتسون
ادموند روبرتسون (بالإنجليزية: Edmund F. Robertson)‏ (و. 1943  م) هو رياضياتي، ومؤرخ الرياضيات، وأستاذ جامعي بريطاني، ولد في سنت أندروز، هو عضوٌ في الجمعية الملكية لإدنبرة.

## جوائز
حصل على جوائز منها:
- زمالة الجمعية الملكية لإدنبرة.